# Cala Llenya
La playa Cala Llenya está situada en Santa Eulalia del Río, en la parte oriental de la isla de Ibiza, en la comunidad autónoma de las Islas Baleares, España.
Es una playa muy frecuentada por el turismo de la zona.

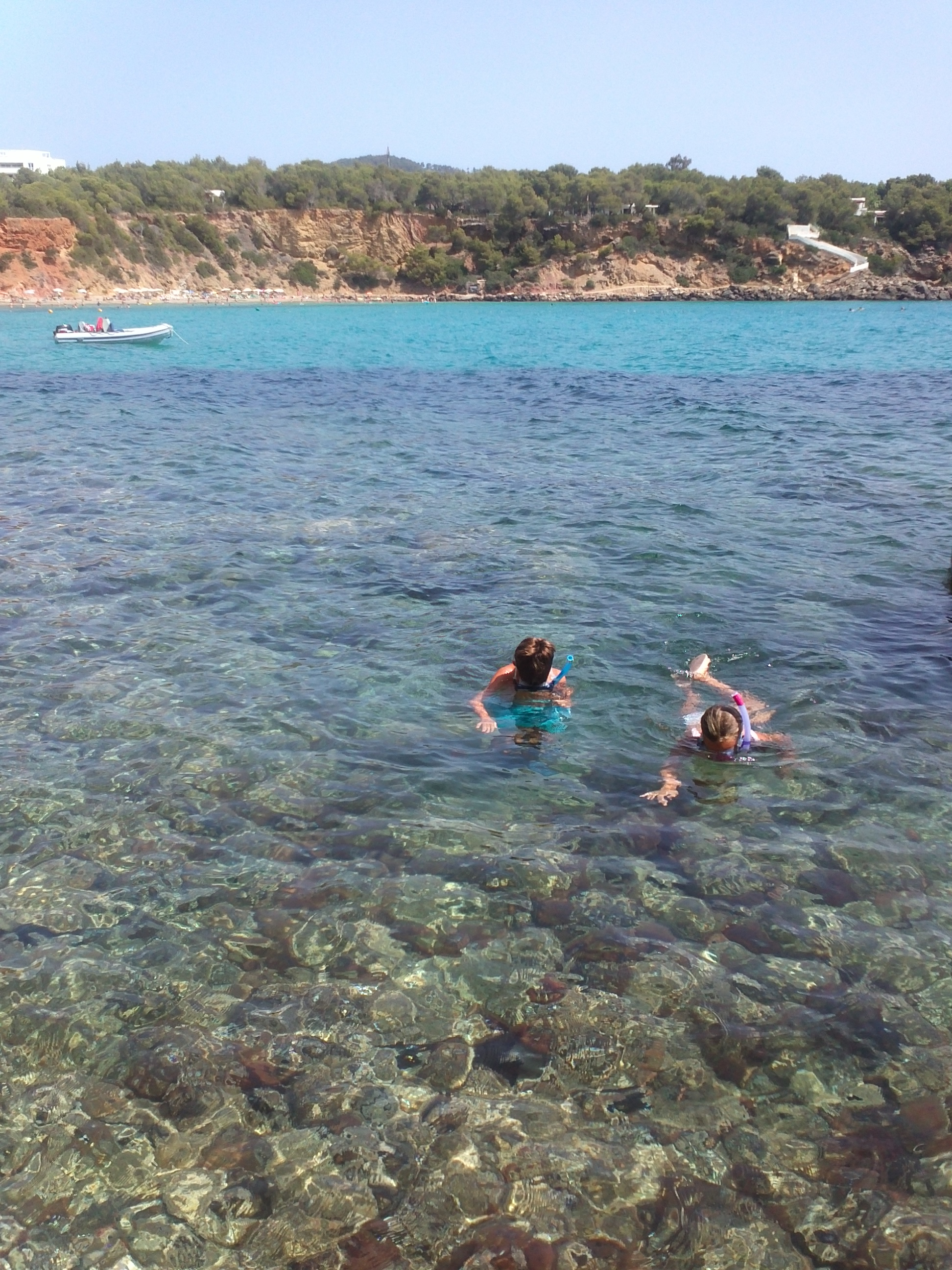
Cala Llenya.